# (66652) Borasisi
(66652) Borasisi – jedna z planetoid transneptunowych z Pasa Kuipera, obiekt typu cubewano.

## Odkrycie i nazwa
Obiekt ten został odkryty w 1999 roku przez amerykańskich astronomów Chada Trujillo, Jane Luu i Davida Jewitta z hawajskiego obserwatorium astronomicznego na Mauna Kea. Pierwotnie otrzymał on oznaczenie prowizoryczne 1999 RZ253. Nazwa planetoidy wraz z jego księżycem pochodzi z mitycznej personifikacji Słońca (Borasisi) i Księżyca (Pabu) z fikcyjnej religii zwanej Bokononizmem, opisanej w książce Kurta Vonneguta Kocia kołyska.

## Orbita
(66652) Borasisi krąży w średniej odległości ok. 44,09 j.a. od Słońca w okresie ok. 293 lat (105 211 dni). Jego orbita nachylona jest pod kątem 0,56° względem ekliptyki.

## Właściwości fizyczne
Jest to ciało o wielkości szacowanej na ok. 166 km. Masa tej planetoidy to ok. 2,39 ± 0,48 ×1018 kg. Jej albedo ma wartość 0,12–0,18. Średnią gęstość oblicza się na ok. 1,0 kg/m³.

## Naturalny satelita
23 kwietnia 2003 K.S. Noll, D.C. Stephens, D. Cruikshank, W. Grundy, W. Romanishin oraz S. Tegler stwierdzili obecność księżyca, prowadząc obserwacje za pomocą Teleskopu Hubble’a. Już jednak na podstawie zdjęć z 9 listopada 2001 wykonanych przez HST sugerowano istnienie naturalnego satelity (66652) Borasisi. Księżyc planetoidy otrzymał nazwę Pabu, pochodzącą, podobnie jak nazwa obiektu który obiega, z książki Kocia kołyska.
Średnica księżyca Pabu to ok. 132 km, jego okres obiegu wspólnego środka masy to 46,263 dnia. Półoś wielka orbity ma długość 4660 ± 170 km. Ma on masę ok. 1,34 ± 0,27 ×1018 kg.